# Delphinium maoxianense
Delphinium maoxianense är en ranunkelväxtart som beskrevs av Wen Tsai Wang. Delphinium maoxianense ingår i släktet storriddarsporrar, och familjen ranunkelväxter. Inga underarter finns listade i Catalogue of Life.